# Автошлях О 020804
Автошля́х О 020804 — автомобільний шлях довжиною 17.4 км, обласна дорога місцевого значення в Вінницькій області. Пролягає по Хмільницькому району від села Пляхова до села Білопілля.